# Photographie post-mortem

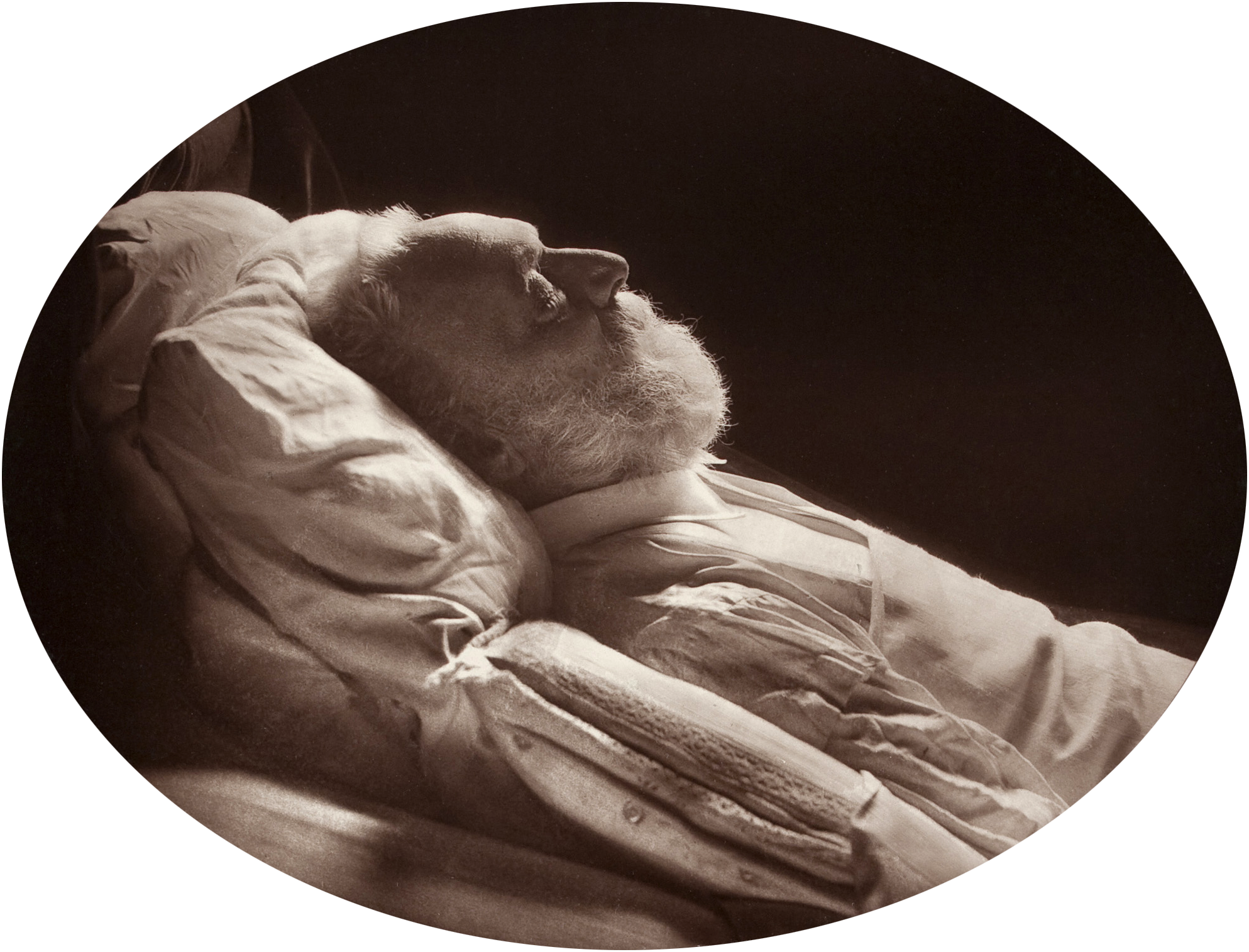
Victor Hugo sur son lit de mort, 1885, par Nadar connu pour l'esthétisme de ses photographies funéraires (lumière, composition, cadrage…).

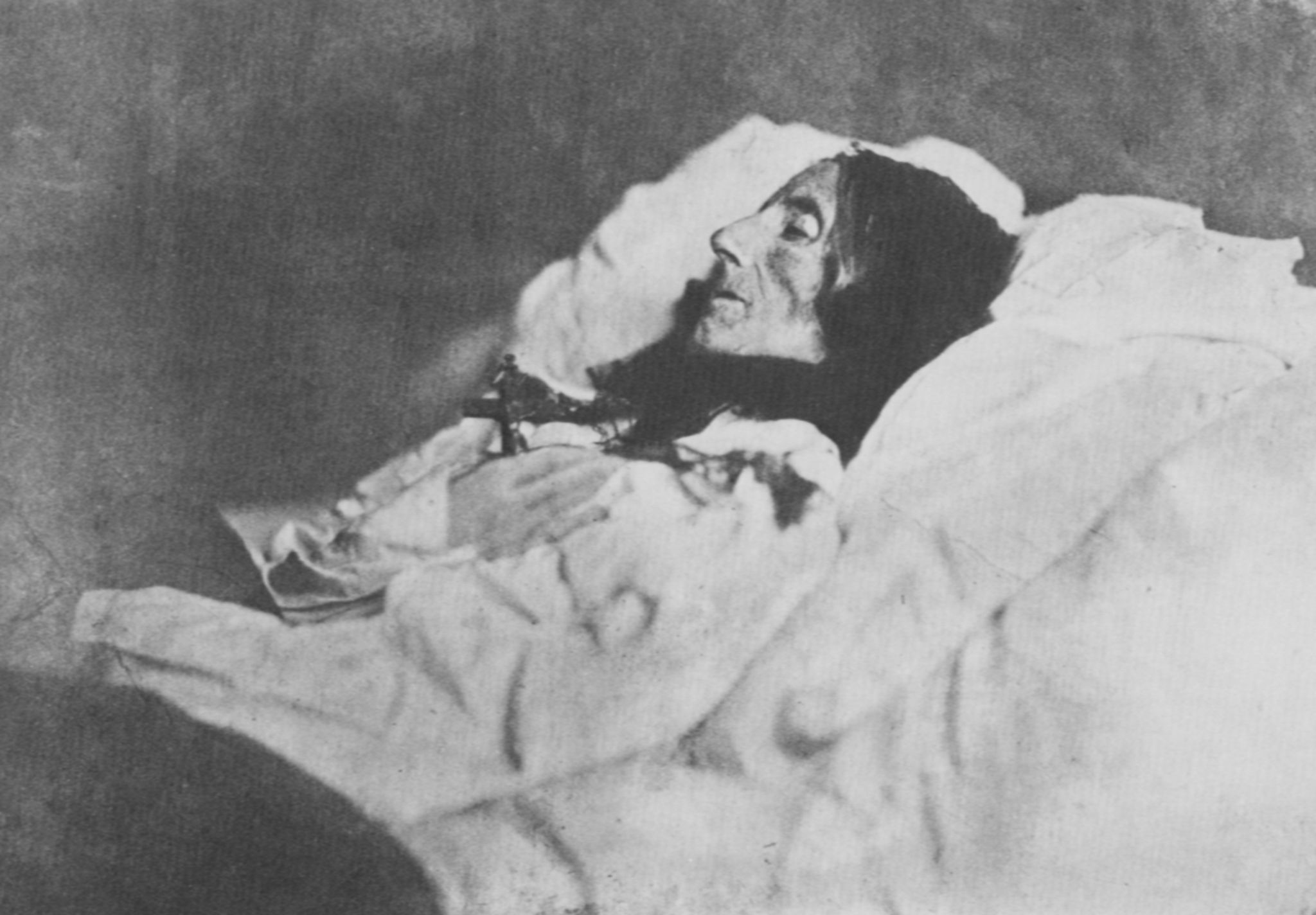
L'esthétisme peut être contrebalancé par le réalisme (en 1859 Marceline Desbordes-Valmore ridée, la bouche contractée).

La photographie post-mortem, appelée aussi photographie funéraire ou photographie posthume, est une forme de portrait funéraire. Ces photographies de proches décédés faisaient partie de la culture européenne et américaine au XIXe siècle et au début du XXe siècle. Commandées par les familles en deuil, ces photographies les accompagnaient non seulement dans le processus de deuil, mais représentaient souvent le seul souvenir visuel du défunt et étaient parmi les biens les plus précieux de la famille.

## Histoire

### Apparition

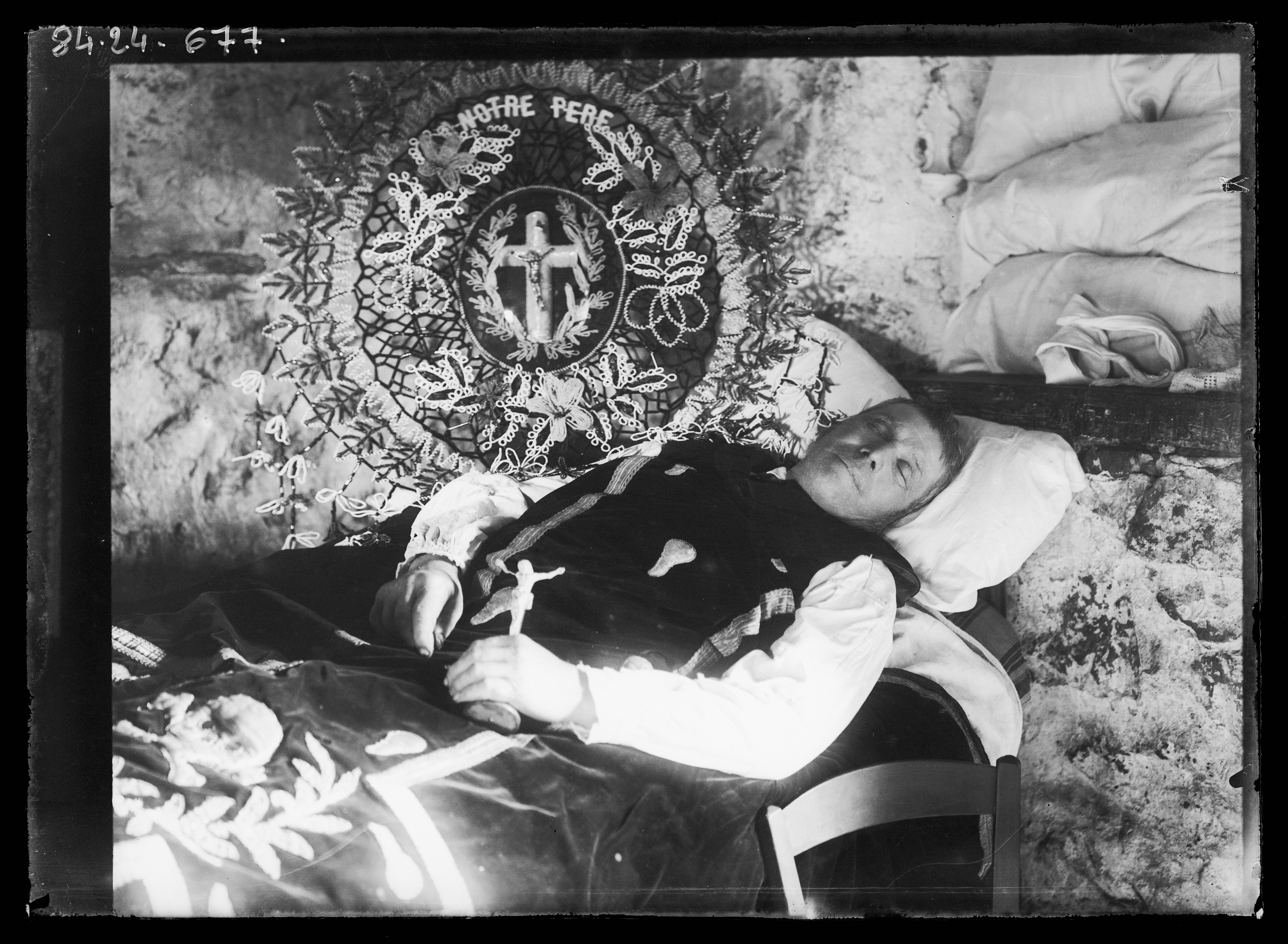
Portrait post-mortem, Joseph Piot, Billé (Ille-et-Vilaine), 1909

L'invention du daguerréotype en 1839 permet de rendre plus accessible la pratique du portrait, en permettant de ne pas avoir à faire appel à un peintre pour réaliser un portrait funéraire. La photographie de personnes mourantes ou récemment décédées se développe alors, qu'il s'agisse d'adultes ou d'enfants, et parfois même d'animaux de compagnie. La photographie reste cependant coûteuse, et le cliché pris post-mortem est souvent le seul portrait de la personne, ce qui permet aux familles de conserver au moins une photographie de la personne disparue. Dès 1842, l’atelier parisien Frascari propose ainsi des portraits à domicile de personnes décédées.
Parmi les photographies post-mortem, les photographies de nourrissons et de jeunes enfants sont courantes au XIXe siècle, le taux de mortalité infantile étant élevé. Les photos sont parfois colorisées, et les joues des enfants enduites de rose. Les photographes développent toutes sortes de stratégies pour rendre certains clichés plus vrais que nature, donnant parfois l'impression que la personne est encore vivante.
Plus tard, l'invention de la carte de visite, qui permet le tirage de plusieurs images sur le même négatif, donne la possibilité aux familles de disposer de plusieurs tirages qu'elles peuvent par exemple envoyer aux parents du trépassé.
La photographie post-mortem est également utilisée dans le milieu judiciaire, afin de photographier des personnes décédées pour permettre leur identification. Lors de l'affaire de Jack l'Éventreur, les victimes sont photographiées pour comprendre la fonctionnement du tueur[réf. nécessaire].
La pratique atteint son pic de popularité vers la fin du XIXe siècle. La pratique décline avec l'apparition des appareils photographiques instantanés, les personnes ayant la possibilité de prendre elles-mêmes des photographies d'elles et de leurs proches de leur vivant.
Quelques portraits commémoratifs officiels sont encore produits au cours du XXe siècle. La conservatrice Emmanuelle Héran indique qu'au XIXe siècle « une personne connue avait droit en général à un ou plusieurs photographes autour de son lit de mort. L’image figurait en première page du Petit Journal, qui comptait deux millions de lecteurs à l'époque ». Cependant, le refus de Clemenceau de se prêter à cette pratique, comme celui de l'actrice Rachel Félix, qui donne lieu à jurisprudence, limitent progressivement la vogue de la photographie post-mortem,.

### Époque contemporaine
Le 16 janvier 1996, une semaine après la mort de François Mitterrand, Paris Match publie une photographie de l'ancien président de la République sur son lit de mort, ce qui provoque une polémique sur l'aspect moral du cliché, tout en cherchant à savoir qui est l'auteur de la photo,,. L'hebdomadaire est condamné à 100 000 francs (environ 15 000 euros) pour non respect de la vie privée : « publier la photographie de la dépouille mortelle d'une personne implique la conscience de porter atteinte à l'intimité de la vie privée de celle-ci ». La 17e chambre du tribunal judiciaire de Paris ajoute : « les hommes publics ne constituent pas une catégorie d'êtres à part, dont l'importance des prérogatives conduirait à la privation des droits élémentaires reconnus à tout individu ».
Le XXIe siècle voit ensuite apparaître la pratique du selfie funéraire. En France, la photographie post-mortem d'enfants mort-nés se développe également.

## Style et mise en scène
Les mises en scène sont variées et les pratiques diffèrent selon les pays. Certains disparus sont représentés au sein de leur cercueil, les mains jointes, lors de l'inhumation, tandis que d'autres sont mis en scène dans des décors familiers, parfois entourés de proches toujours vivants,.
Les enfants peuvent être représentés dans leur berceau ou dans leur lit, comme endormis, ou bien dans les bras de leur mère ou de leur père. 

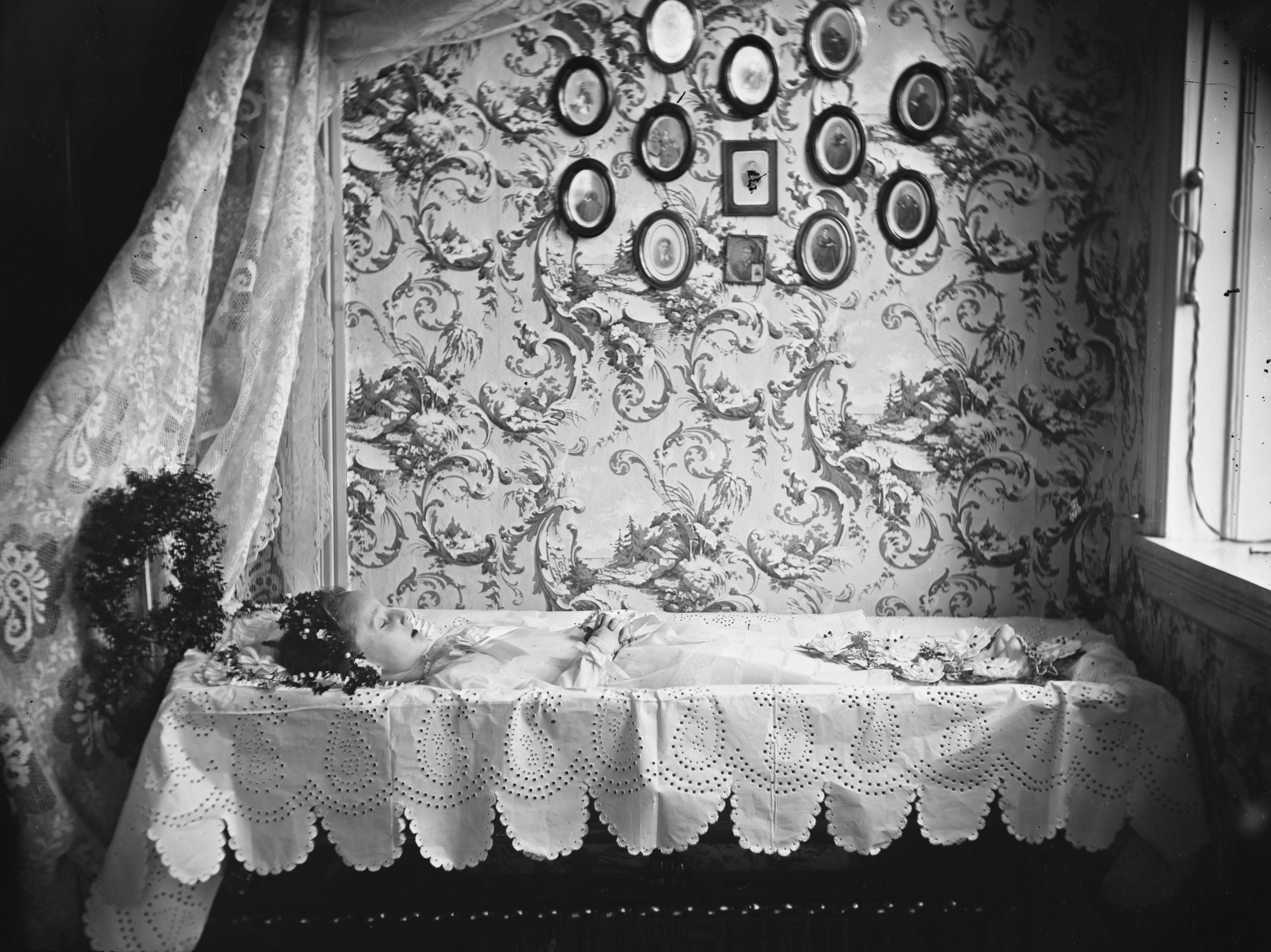
Photographie funéraire d'une jeune femme par Ole Tobias Olsen entre 1860 et 1900.

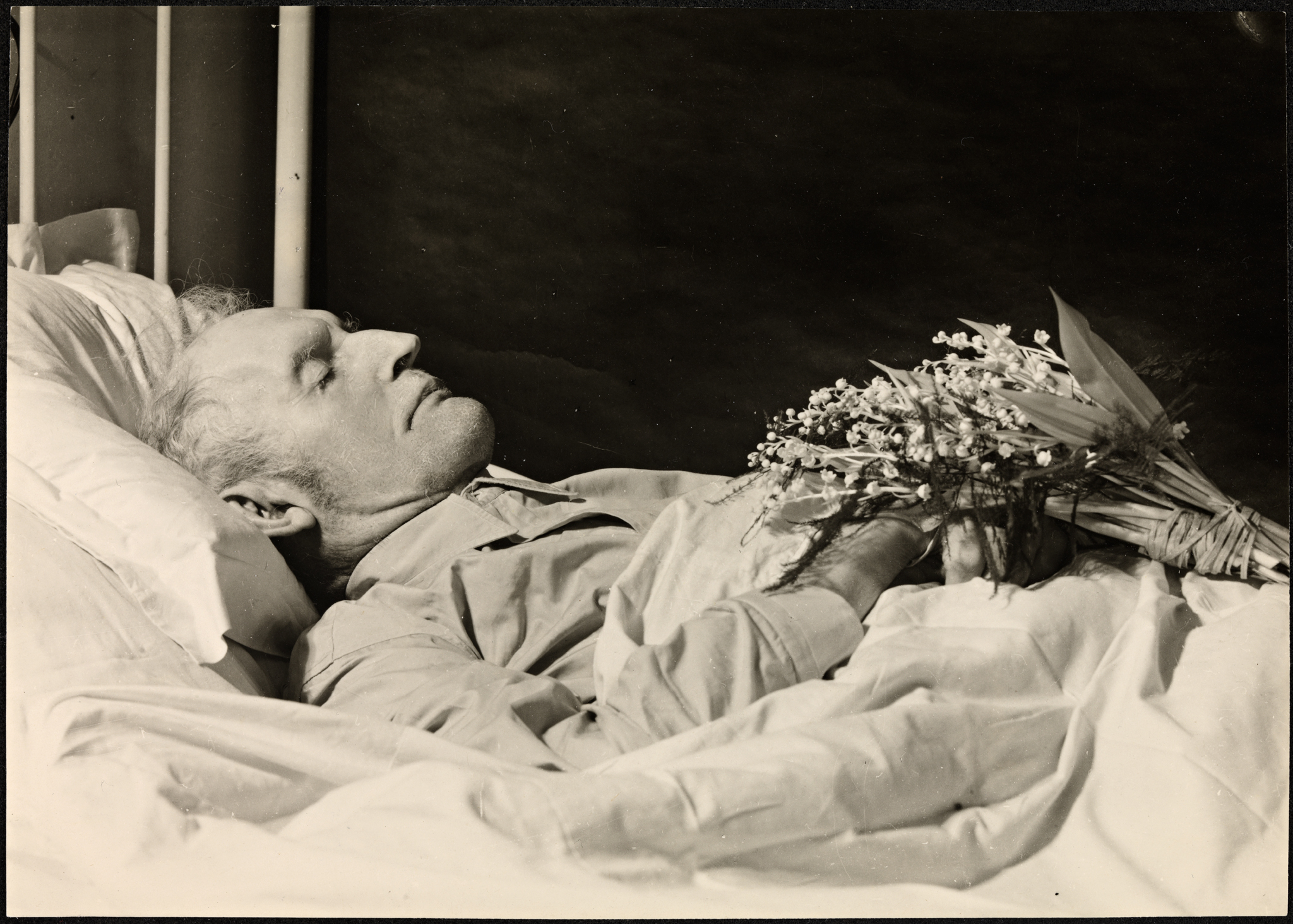
Edvard Munch (1863-1944) sur son lit de mort.

Les premières photos post-mortem ont pour but de créer une image du défunt qu'il n'a pas pu faire ou avoir de son vivant. Les enfants sont souvent représentés au repos sur un canapé ou dans un lit d'enfant, parfois avec un jouet. Il n'a pas été rare de photographier de très jeunes enfants avec un membre de la famille, le plus souvent la mère. Certaines images (en particulier les ferrotypes et ambrotypes), sont parfois teintées pour ajouter par exemple un peu de rose aux joues du défunt.
Les photographies représentant les personnes décédées dans un cercueil ou lors des funérailles apparaissent plus tard. Moins populaires aux États-Unis, elles sont plus courantes en Europe.
La photographie post-mortem est encore pratiquée dans certaines régions du monde, comme l'Europe de l'Est.
Emmanuelle Héran estime que la photographie a mené à des représentations plus nombreuses, mais surtout moins réalistes, plus édulcorées ou menteuses de la mort, à l'exception notable de la photographie de la mort d'Alan Kurdi.

## Expositions
- 5 mars - 26 mai 2002 : Le dernier portrait, Musée d'Orsay, Paris[16],[6].
- 22 septembre 2023 - 18 février 2024 : Et nos morts ? : la photographie post mortem aujourd'hui en Europe, Maison de la photographie Robert-Doisneau, Gentilly[17].